# Batalha (Alagoas)
Batalha é um município brasileiro do estado de Alagoas. Localiza-se a uma latitude 09º40'40" sul e a uma longitude 37º07'29" oeste, estando a uma altitude de 120 metros. Sua população estimada em 2004 era de 15 705 habitantes.

## História
O município de Batalha era, no início, conhecido por Belo Monte, situado à margem do rio São Francisco. O nome Batalha foi dado, segundo a lenda, por causa de uma luta entre soldados da polícia estadual e fanáticos seguidores de um leigo que dominava o local através da religião
Surge o Beato Franciscano
Foi em 1936 que Antônio iniciou sua incumbência determinada por um sonho. Escolheu um monte, conhecido como Serrinha — Serra do Bom Jesus, próxima ao povoado de Belo Monte, hoje Batalha em Alagoas —, e lá se abrigou em um casebre de pau-a-pique. No entorno, plantou uma pequena horta e um roçado de milho e feijão.
Sempre com um crucifixo na mão direita e vestindo um hábito negro com um enorme rosário pendurado no pescoço, o Beato pregava que “era chegada a hora da penitência”. Para alguns, era a reencarnação do Padre Cícero, falecido há menos de dois anos, em julho de 1934.
O próprio Beato fortalecia essa ideia ao sempre reafirmar ser um dos discípulos do líder religioso e político do Juazeiro. Em parte era verdade, considerando que ele foi seu apadrinhado quando recebido no Ceará e internado no Convento das Chagas.
O início da sua popularidade na região foi atribuído ao fato de ter indicado a um vaqueiro onde estaria sua vaca desaparecida. A história se espalhou e o “homem de batina negra” passou a ser procurado por seus poderes.
As suas pregações rapidamente se transformaram em cultos para centenas de pessoas desassistidas naquela região sertaneja. Expulsos de suas terras, alguns deles passaram a morar na Serrinha dando início a um povoado.
Esses sertanejos deixavam de trabalhar nas fazendas locais, dificultando para os seus proprietários a contratação de mão-de-obra. Logo surgiram argumentos sobre os riscos daquele povoado de fanáticos, onde já havia sido erguida uma cruz, lembrando o exemplo de Canudos, na Bahia.
No início de 1938 uma multidão frequentava a Serrinha e os fazendeiros resolveram agir para acabar com aquela possível ameaça aos seus interesses. Utilizaram o padre da igreja local para enviar uma carta ao governador Osman Loureiro relatando que havia um aglomerado com aproximadamente 300 cangaceiros, praticando desordens e ameaçando tomar a cidade, além de se ter um beato aliciando trabalhadores e exercendo ilegalmente a medicina.
Como eram denunciados como cangaceiros, o governador mandou investigar e enviou o então major Lucena Maranhão para conhecer o local. Famoso por seus embates com cangaceiros, Lucena e seus soldados matariam Lampião e alguns dos seus seguidores em Angicos, no mês seguinte.
Em maio de 1938, acompanhado por seis policiais, Lucena foi até a Serrinha, abordou o Beato e dele ouviu os objetivos de sua pregação. O Franciscano explicou que não tinha nenhum interesse em prejudicar ninguém. Lucena, por via das dúvidas ordenou que todos fossem revistados.
O Beato concordou, mas disse que nada seria encontrado pois era uma das suas recomendações que ninguém deveria portar arma na Serrinha. De fato, nada se encontrou e no relatório do militar ao governador, Lucena fez constar que não encontrou irregularidade nenhuma e que, na verdade, era um grupo de fanáticos religiosos.
Entretanto, Lucena orientou ao Beato para deixar o local e que ao fazer isso, naturalmente o grupo se dispersaria evitando que a situação se agravasse. Propôs então que fossem juntos até Santana do Ipanema para conversarem com o padre José Bulhões, quando foi informado que seu assassinato estava sendo tramado e convencido a deixar definitivamente Serrinha.
A freguesia foi criada em 1855 sob as bênçãos de Nossa Senhora do Bom Conselho. Fez parte de Traipu até 1887 quando foi levada à condição de vila. Posteriormente, foi município com nome de Belo Monte. Somente em dezembro de 1947, uma lei estadual transferiu a sede do então município de Belo Monte para a Vila da Batalha.
O Rio Ipanema, que corta toda região, é seu principal acidente geográfico. Batalha é pólo centralizador da chamada Bacia Leiteira. A cidade tem como pontos atrativos a Serrinha Via Sacra, o Monumento ao Cinquentenário e o Parque de Exposições. Seus principais eventos são: a festa da padroeira, Nossa Senhora da Penha (30 de agosto a 8 de setembro) e a Exposição Agropecuária (em outubro).
ECONOMIA
Praticamente toda a base da economia do município consiste na agropecuária. Situada na bacia leiteira alagoana, Batalha e seus habitantes já tiveram melhores dias. Constantes alterações climáticas interferiram anos seguidos na renda das famílias da região. Vários produtores quebraram - só os pequenos, os grandes conseguiram anistia de grandes valores de empréstimos bancários em tenebrosas transações com bancos públicos.
O maior empregador da cidade é o CAMILA, cooperativa que agrega os produtores rurais da região e de várias cidades vizinhas. Recentemente, após uma longa pendenga jurídica, o CAMILA mudou de direção, assumindo como novo presidente o prefeito de Belo Monte, cidade vizinha. Até aí tudo bem, se não fosse o fato do CAMILA tradicionalmente ser um trunfo na mão dos coronéis locais, que manejam seus empregados e os trocam ou mantém a depender de suas necessidades eleitorais. Sem um braço local na direção da cooperativa, é obscuro o futuro dos empregados desta que votam em Batalha.
Em 23 de janeiro de 2009 o CAMILA fechou as portas, deixando empregados buscando outras atividades para sua sobrevivência.
De setembro a janeiro o clima é notoriamente mais hostil. O intenso calor do dia é contrastado com o frio da noite, lembrando mesmo um clima de deserto. O rio local - "Ipanema" - parece não ser perene, e em épocas de pouca chuva praticamente desaparece. Por ser uma região de sertão, segue a regra das cidades vizinhas: bastam três dias de chuva para a paisagem local mudar completamente, tingindo de verde um cenário muitas vezes seco.